# Blötdjur
Blötdjur (Mollusca) är en djurstam med idag omkring 90 000 levande arter på jorden. 
Den vetenskapliga forskningen om blötdjur kallas för malakologi. Eftersom det som oftast upphittas efter döda blötdjur är deras skal, kallas läran ibland för konkyliologi. Detta avser egentligen enbart läran om deras skal och används i dag mest som beteckning för amatörer med samlarintresse för skal.

## Utbredning
Med undantag av polarregionerna och fjällområden finns blötdjur över hela jorden. De flesta klasser förekommer emellertid i havet. Några musslor lever i sötvatten och enskilda arter av denna klass även i mycket fuktig jord. Det är bara klassen snäckor som förekommer på land.

## Utseende och anatomi
Blötdjur är huvudsakligen symmetriskt uppbyggda. De består av ett huvud, en säck med alla organen, en mantel och en kraftig fot. Blötdjur saknar exoskelett, består till stor del av mjukvävnad, och många skyddas av någon form av skal, som kan bestå av kalcit eller aragonit. Dessa skal kallas ibland konkylier (av grekiskan kongchy'lion, snäckskal).
Tarmkanal med magsäck, spottkörtlar och lever är väl utbildade. I munhålan finns hos alla blötdjur, med undantag av musslorna, en muskulös ansvällning, som är tätt besatt med fina, bakåtriktade kitintaggar, vilka brukas när födan sönderdelas. Hos blötdjur som lever i vatten är andningsorganen gälar, vilka utgörs av utskott från kroppsväggen och vanligen är belägna i en säcklik hålighet i manteln.

### Matspjälkningssystem
Inom gruppen blötdjur finns det ett organ som kallas för radula. Radula har dock bara snäckor och bläckfiskar eftersom musslor inte söker efter mat på samma sätt som de gör. Radulans främsta uppgift är att riva sönder och finfördela födan. Detta gör den med hjälp av små “tänder” som finns på radulan, som varierar i storlek, beroende på vilket djur det är. Radulan består av kitin som är ett protein man kan hitta bland annat i skalen på många leddjur. Tänderna på radulan blir slitna med tiden och ramlar av, och efterhand bildas nya tänder. Radulan styrs av brosk och muskler, formade som en stav som kallas för odontophoren. Odontophoren sitter i sin tur fast i muskler och brosk i buccalhålan som är lokaliserad lite innanför munnen. Storleken på radulan beror på födan, till exempel hos bläckfiskar som är rovdjur är den smalare, men hos växtätande snäckor är den lite bredare. Vissa snäckor använder även radulan som vapen när de ska äta, för att tränga igenom skal eller liknande. Bläckfiskar däremot har en kraftfull näbb och radulan ligger bekvämt innanför näbben.

### Nervsystem
Blötdjurens nervsystem består till största del av gangliepar. Eftersom de flesta grupper saknar hjärnor styrs de helt av dessa samlingar av nervceller. Hos snäckor och vissa musslor finns det vissa ganglier som är viktigare än andra: den cerebrala som styr huvudet, den pleurala som styr det som händer i mantelhålan och den parietala som styr foten och därmed dess rörelseförmåga. Det finns även buccalganglierna som är viktiga för blötdjur förutom musslor eftersom den styr radulan i munnen.

### Fortplantningssystem
Det finns stor diversitet inom blötdjurens fortplantningsorgan. Detta beror på att vissa är hermafroditer, vissa kan självbefrukta sig och vissa har ett manligt och ett kvinnligt kön likt däggdjuren. Molluskerna startar livet som en trocophora-larv, en liten frisimmande larv som sedan genomgår metamorfos och blir vuxen.
Fortplantningen kan ske på olika sätt. Antingen kan äggen läggas av honan och hanen befruktar dem med sina spermier, eller så kan en inre befruktning ske, då hanen injicerar sina spermier i honan och äggen befruktas.
Bivalvia, musslor, är en grupp blötdjur bestående av ostron, musslor och pilgrimsmusslor. De flesta av dessa har separata kön men det finns vissa undantag. Till exempel ostridea, som är ett ostron som kan byta kön när det krävs. Det vanligaste hos musslorna är att honans ägg befruktas utanför kroppen.
Cephalopoda är gruppen bläckfiskar. Det finns fem olika grupper av dessa. Skillnaden mellan de andra blötdjuren och bläckfiskarnas reproduktion är att bläckfiskarna lägger stora ägg. I ägget genomgår bläckfisken larvstadiet, vilket gör att när de kläcks blir det små miniatyrbläckfiskar istället för larver. Hanen har inte någon penis, utan har istället en arm som är speciellt utvecklad till att befrukta honan med. För att kunna föra in spermier i honans äggångar med sin arm måste han tillverka rektangulära paket med sperma som placeras i honans äggångar.

### Blodcirkulation
Blötdjur har ett öppet blodcirkulationssystem. Detta innebär att hjärtat pumpar ut allt blod i hela organismen, det bildas då ett så kallat övertryck i vävnaderna dit blodet kommer. Eftersom det blir ett övertryck pumpas vatten in och trycker tillbaka blodet. Hjärtat pumpar ut och suger in blodet igen. 
Hjärtat ligger i hjärtsäcken och innehåller en kammare och två förmak. Blodet får syret från gälar eller lungor. Blodet som pumpas ut, rinner via väldigt små hålrum till njurar, gälar och lungor. Efter det går blodet tillbaka till hjärtat. 
Bläckfiskar har till skillnad från de andra molluskerna ett slutet blodsystem, omgivet av membran. Membranet gör att blodet inte kommer i direkt kontakt med organen och vävnaden som det gör i de andra blötdjuren. Hjärtat är uppbyggt i två delar: ett förmak och en kammare med klaffsystem. Tillsammans ligger de i hjärtsäcken. Cirkulationen fungerar nästan som hos däggdjur, då blodet pumpas ut via artärer och in via vener. Bläckfisken har även så kallade branchialhjärtan i sitt system som sitter vid varje gäl. Det gör att blodcirkulationen ökar i systemet och i gälarna. 
Blötdjur saknar röda blodkroppar och deras blod är därför färglöst. En av blodets funktioner är att göra det lättare för djuret att röra på sig. Blodet utgör ett tryck som stabiliserar kroppen så att det är smidigare och enklare att kunna röra sig.

### Respirationssystem
Eftersom de flesta blötdjur lever ett marint liv har de flesta också gälar för att kunna andas under vattnet. Gälarna är uppbyggda av en axel med filament på vardera sidor. Filamenten är täckta med cilier som ska göra det enklare för vatten att strömma igenom gälen. Filamenten är även fulla med blodkärl som har som funktion att med hjälp av osmos ge syre åt blodet. Men för att gälarna ska komma i kontakt med vattnet måste de fylla mantelhålan med vatten. Detta vatten kan de använda när de rör sig med  “jetdrift”. 
De blötdjur som inte använder sig av gälar använder sig av blodkärl på som går längs med huden som tar upp syret direkt med hjälp av osmos då de avger koldioxid i samma process. De snäckor som lever på land har små hål i skalet som gör att syre kan komma in i mantelhålan och tas upp genom blodkärlen som går längs mantelns vägg. Detta system används även av snäckor som lever i stilla, syrefattigt vatten.

## Ekologi
De flesta musslor, alla bläckfiskar och många snäckor är skildkönade arter, det vill säga att de består av enkönade hanar och honor. Tvåkönade arter förekommer inte så ofta som tidigare antagits. Befruktningen sker oftast direkt i vatten, men hos högre utvecklade blötdjur sker oftast inre befruktning. Vissa blötdjur är giftiga och farliga för människan.

## Systematik
I likhet med många andra djurgrupper uppstod blötdjuren i samband med den kambriska explosionen för cirka 542 miljoner år sedan.[källa behövs]
Blötdjurens systematik är omstridd och olika auktoriteter har föreslagit olika kladogram. Följande släktträd över nu levande blötdjursklasser följer två studier som publicerades 2011 i tidskriften Nature. Detta släktträd omfattar inte den föreslagna klassen Gälmaskmollusker (Caudofoveata). 
|  | Maskmollusker (Aplacophora) |
|  |                             |
|  | Ledsnäckor (Polyplacophora) |
|  |                             |

|  | Bläckfiskar (Cephalopoda)    |
|  |                              |
|  | Urmollusker (Monoplacophora) |
|  |                              |

|  | Tandsnäckor (Scaphopoda)                                                    |
|  |                                                                             |
|  | \| \| Musslor (Bivalvia) \| \| \| \| \| \| Snäckor (Gastropoda) \| \| \| \| |
|  |                                                                             |
|  | Musslor (Bivalvia)                                                          |
|  |                                                                             |
|  | Snäckor (Gastropoda)                                                        |
|  |                                                                             |

|  | Musslor (Bivalvia)   |
|  |                      |
|  | Snäckor (Gastropoda) |
|  |                      |

|  | Bläckfiskar (Cephalopoda)    |
|  |                              |
|  | Urmollusker (Monoplacophora) |
|  |                              |

|  | Tandsnäckor (Scaphopoda)                                                    |
|  |                                                                             |
|  | \| \| Musslor (Bivalvia) \| \| \| \| \| \| Snäckor (Gastropoda) \| \| \| \| |
|  |                                                                             |
|  | Musslor (Bivalvia)                                                          |
|  |                                                                             |
|  | Snäckor (Gastropoda)                                                        |
|  |                                                                             |

|  | Musslor (Bivalvia)   |
|  |                      |
|  | Snäckor (Gastropoda) |
|  |                      |

|  | Maskmollusker (Aplacophora) |
|  |                             |
|  | Ledsnäckor (Polyplacophora) |
|  |                             |

|  | Bläckfiskar (Cephalopoda)    |
|  |                              |
|  | Urmollusker (Monoplacophora) |
|  |                              |

|  | Tandsnäckor (Scaphopoda)                                                    |
|  |                                                                             |
|  | \| \| Musslor (Bivalvia) \| \| \| \| \| \| Snäckor (Gastropoda) \| \| \| \| |
|  |                                                                             |
|  | Musslor (Bivalvia)                                                          |
|  |                                                                             |
|  | Snäckor (Gastropoda)                                                        |
|  |                                                                             |

|  | Musslor (Bivalvia)   |
|  |                      |
|  | Snäckor (Gastropoda) |
|  |                      |

|  | Bläckfiskar (Cephalopoda)    |
|  |                              |
|  | Urmollusker (Monoplacophora) |
|  |                              |

|  | Tandsnäckor (Scaphopoda)                                                    |
|  |                                                                             |
|  | \| \| Musslor (Bivalvia) \| \| \| \| \| \| Snäckor (Gastropoda) \| \| \| \| |
|  |                                                                             |
|  | Musslor (Bivalvia)                                                          |
|  |                                                                             |
|  | Snäckor (Gastropoda)                                                        |
|  |                                                                             |

|  | Musslor (Bivalvia)   |
|  |                      |
|  | Snäckor (Gastropoda) |
|  |                      |